# Au-delà de la vérité
Pour plus de détails, voir Fiche technique et Distribution.
Au-delà de la vérité (Mind Over Murder) est un téléfilm canadien réalisé par Christopher Leitch diffusé aux États-Unis le 21 novembre 2005 sur Lifetime.

## Synopsis
Holly Winters, assistante du procureur, est victime d'un accident de voiture et blessée à la tête. Une fois rétablie, la jeune femme découvre qu'elle a désormais la possibilité de saisir ce que pensent les personnes. Désorientée mais consciente d'avoir un don inouï, elle réalise qu'elle peut en faire usage pour son travail et sa vie privée. Lorsque Kathryn Davis, une jeune femme âgée de vingt-cinq ans, est retrouvée assassinée dans son véhicule, le principal suspect est Hector Colon, le voleur qui a subtilisé les cartes de crédit de la victime. Cependant, Holly découvre qu'un éminent politicien, Thomas Sinclair, et l'ancien directeur de Holly sont impliqués dans son assassinat. S'intéressant à cette affaire, Holly reçoit bientôt des menaces de mort…

## Fiche technique
- Titre : Au-delà de la vérité
- Titre original : Mind Over Murder
- Réalisation : Christopher Leitch
- Scénario : Steve Teamkin
- Musique : James Gelfand
- Photographie : Jim Westenbrink
- Montage : Arthur Tarnowski
- Production : Neil Bregman, David J. Patterson et Jesse Prupas
- Société de production : Granada America, MOM Black Productions, Muse Entertainment Enterprises et S. V. Murder Mystery Movies
- Pays :  Canada
- Langue originale : anglais
- Format : couleur
- Genre : Thriller et fantastique
- Durée : 88 minutes
- Première diffusion : 
  -  Canada /  États-Unis : 21 novembre 2005
  -  France : 6 novembre 2006

## Distribution
- Tori Spelling (VF : Laura Blanc) : Holly Winters
- Dean McDermott (VF : Pascal Germain) : Max Luckett
- Brett Watson (VF : Jean-Marc Coudert) : Grey Underwood
- Carl Marotte (VF : Jean-Louis Cassarino) : Grant Rogers
- Tyrone Benskin (VF : Jacques Martial) : Julian Hasty
- Mark Camacho (VF : Bertrand Arnaud) : Murphy
- Andrea Lui : Rachel Chin
- John Koensgen : Sénateur Sinclair
- Felicia Schulman : Madame Espy
- Luis Oliva : Hector Colon
- Allison Graham : Stacey Corwin
- Lisa Aitken : Spectatrice dans la salle d'audience
- Stephanie Bauder : Kathryn Davis
- Jade Carpenter : Leafy Girl
- Jennie Esnard : Infirmière
- Jasson Finney : Garde du corps du sénateur
- Roxy Jurt : Chien dans le parc
- Anastasia Kimmett : Fêtarde
- David L. McCallum : Joe
- Kel Morin-Parsons : Reporter
- Drew Nelson : Docteur Michaels
- Bill Thurlow : Docteur Oliver